# St-Jacques-le-Majeur (Nizza)

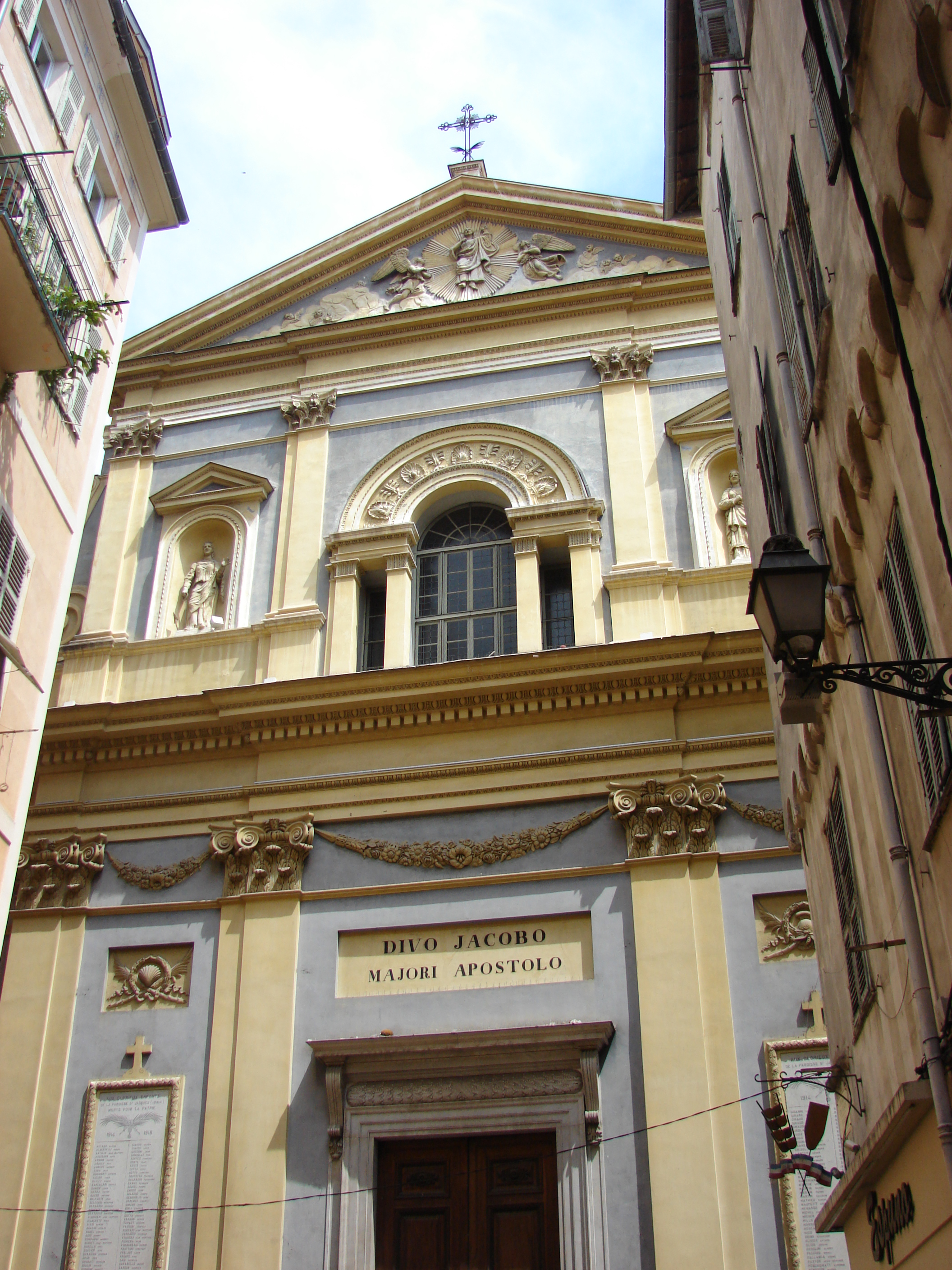
St-Jacques-le-Majeur

Die Kirche St. Jacques-le-Majeur (auch: Église du Jésus) ist eine römisch-katholische Kirche in der südfranzösischen Stadt Nizza. Sie war ehemals Jesuitenkirche. Die Kirche ist seit dem Jahr 1971 als Monument historique anerkannt.

## Lage und Patrozinium
Die Kirche liegt im Altstadtkern Vieux Nice an der Place du Jésus gänzlich eingezwängt in die dichte Bebauung. Sie ist zu Ehren des Apostels Jakobus der Ältere geweiht. Sie gehört zur Pfarrei Paroisse Saint Jean XXIII.

## Geschichte

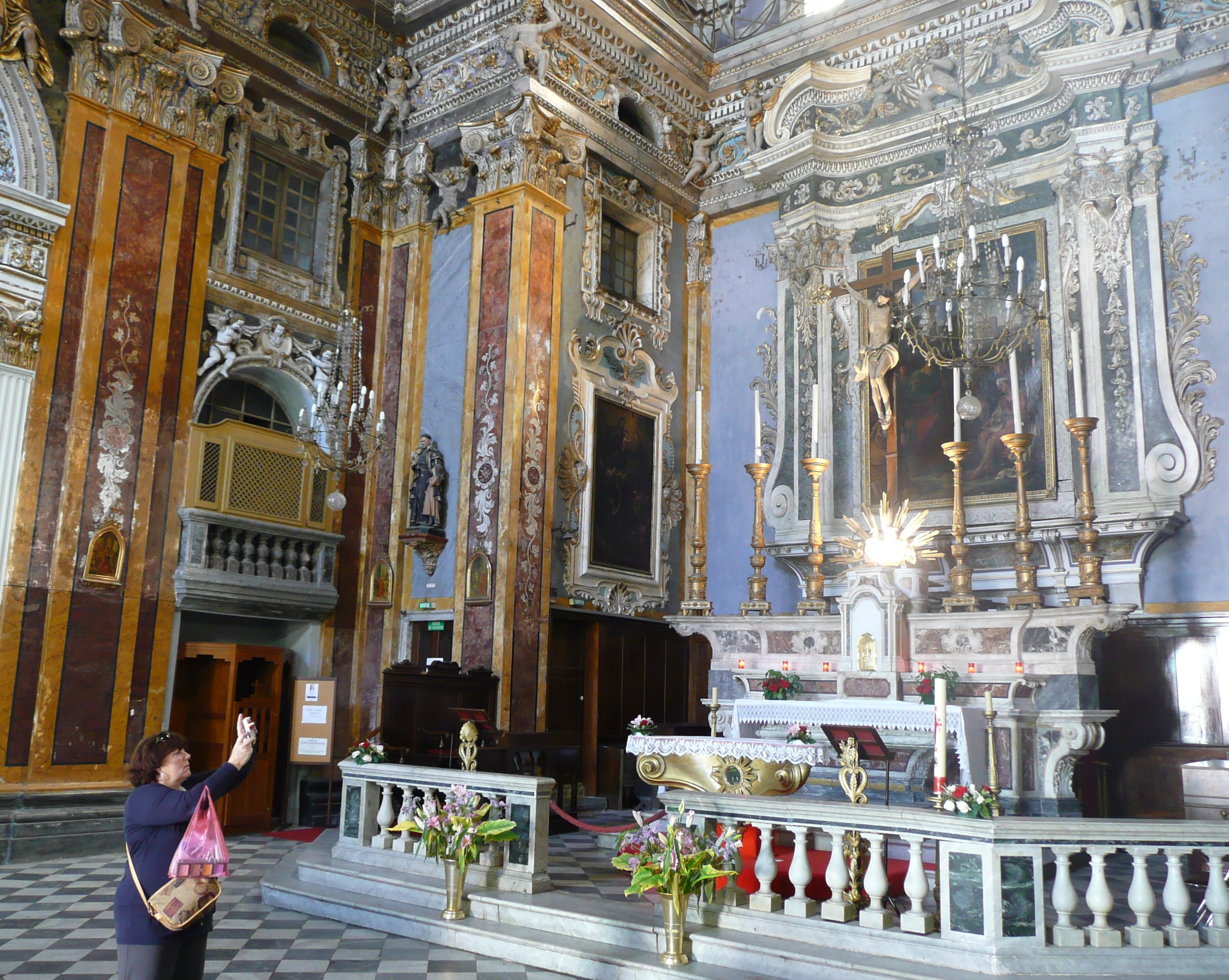
St-Jacques-le-Majeur

1605 ließen sich die Jesuiten in Nizza nieder, bauten ab 1620 Konventsgebäude und ab 1642 die Kirche Il Gesù als erste Barockkirche in Nizza. Die Fassade wurde erst 1825 angebracht. Nach Auflösung des Jesuitenordens wurde die Kirche 1802 Pfarrkirche und übernahm das Patrozinium der Pfarrei St. Jakob.

## Ausstattung

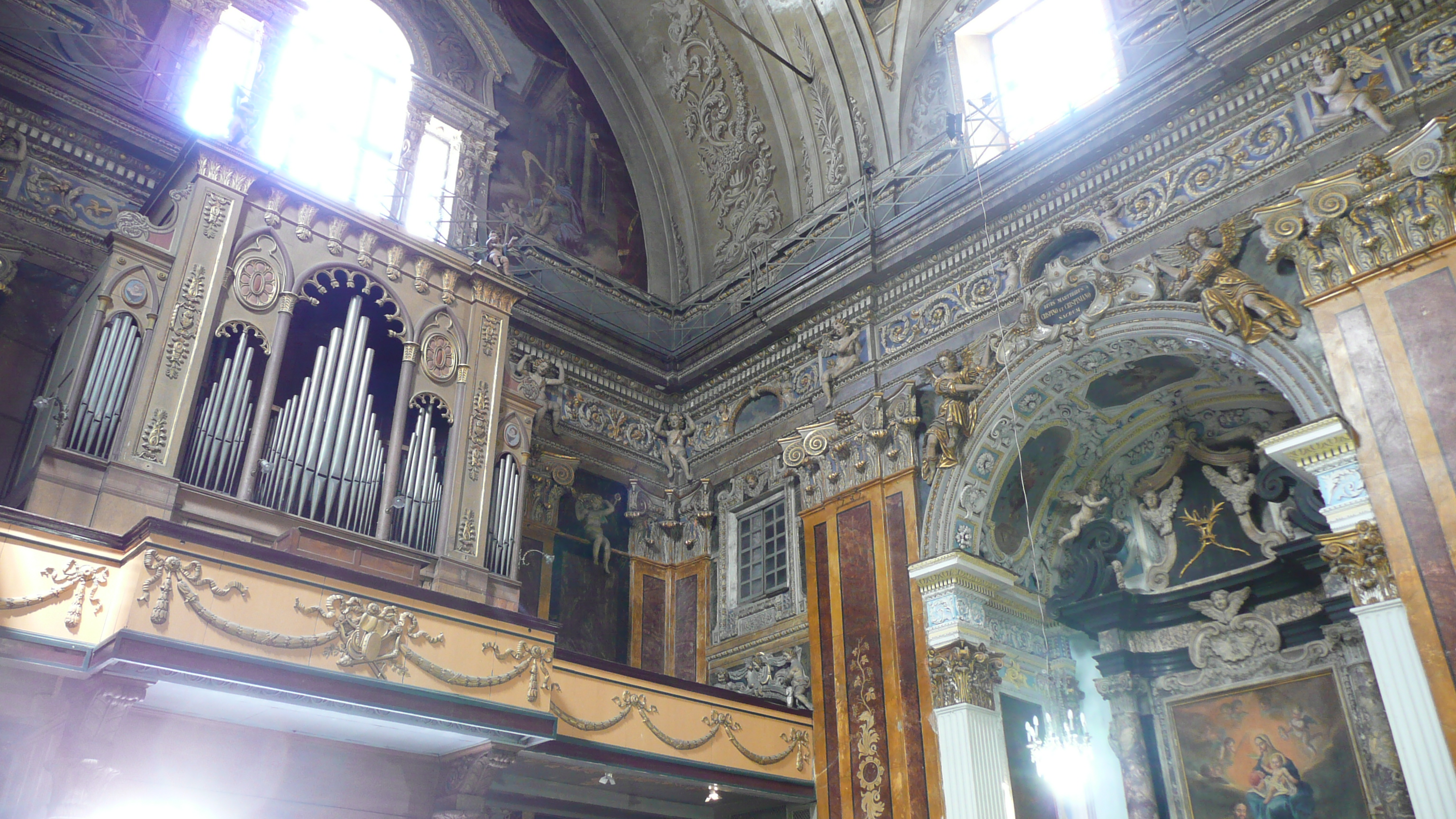
St-Jacques-le-Majeur

Die Saalkirche birgt sechs Seitenkapellen mit folgenden Widmungen (umlaufend von links): (1) Saint Crépin et Crépinien (Crispinus und Crispinianus, Schutzpatrone der Schuster), (2) Saint Michel (Erzengel Michael), (3) Madone du Rosaire (Maria vom Rosenkranz), (4) Louis de Gonzague (Aloisius von Gonzaga) und Honoré évêque (Honorius von Amiens, Schutzpatron der Bäcker), (5) Madone des sept douleurs (Madonna der sieben Schmerzen) und (6) Sacré-Cœur de Jésus (Heiligstes Herz Jesu) und Cœur immaculé de Marie (Unbeflecktes Herz Mariä).
Das 36 Meter lange und 14 Meter breite Gewölbe wurde von Hercule Trachel (1820–1872) mit Motiven aus dem Leben des Kirchenpatrons ausgemalt. Die Figuren von 160 Kinderengeln bevölkern das Kircheninnere.